# Bünyan
Bünyan is een Turks stadsdistrict in de provincie Kayseri en telt 35.106 inwoners (2007). Het district heeft een oppervlakte van 1366,0 km².
De bevolkingsontwikkeling van Bünyan is weergegeven in onderstaande tabel.
| 1997   | 2000   | 2007   |
| ------ | ------ | ------ |
| 40.525 | 39.542 | 35.106 |